# American Song Contest
Der American Song Contest (ASC) war eine US-amerikanische Musikshow und das Gegenstück zum Eurovision Song Contest, bei dem statt verschiedener Länder die 50 US-Bundesstaaten, die 5 Außengebiete und der District of Columbia gegeneinander antraten.
Die erste Ausgabe fand vom 21. März bis zum 9. Mai 2022 statt. Den Wettbewerb gewann die Sängerin AleXa für Oklahoma mit dem Lied Wonderland.
Am 6. Februar 2023 gab der Produzent Christer Björkman bekannt, dass die Sendung 2023 nicht stattfinden werde, er jedoch hoffe, dass sie 2024 zurückkehren werde. Dazu kam es jedoch nicht.

## Format

### Regelwerk
Wie beim Eurovision Song Contest durften nur Originalsongs am Wettbewerb teilnehmen, d. h. Coverversionen waren nicht erlaubt. Die Länge der Beiträge durfte 2 Minuten und 45 Sekunden nicht überschreiten, dies war etwas kürzer als beim Eurovision Song Contest.
Der Wettbewerb wurde unterteilt in fünf Vorrunden, gefolgt von zwei Semifinalen und einem Finale.
In jeder Vorrunde wurde ein Song von einer Jury aus 56 Musikexperten, einer pro Bundesstaat oder Territorium, in die nächste Runde gewählt. Ebenfalls für eines der Semifinale qualifizierten sich die Top drei des Onlinevotings, wobei das Abstimmungszeitfenster hier drei Tage betrug. Die Abstimmung erfolgte über die NBC-App, NBC-Website und TikTok. Wie auch beim Eurovision Song Contest durften weder die Jury noch das Publikum für den eigenen Bundesstaat bzw. das eigene Territorium abstimmen.
Nach Abschluss der Vorrunden erreichten zwei bereits ausgeschiedene Lieder, als sogenannte Redemption Songs, ebenfalls das Semifinale und zwar anhand ihrer Aufrufzahlen auf den Streaming-Plattformen. Die Semifinale folgten demselben Ablauf wie die Vorrunden, so dass schlussendlich 10 Teilnehmer im Finale standen.
Im Finale wurde der Sieger wie beim Eurovision Song Contest durch ein kombiniertes Jury- und Onlinevoting ermittelt. Die Gewichtung der Punkte erfolgte unabhängig von der Bevölkerung der jeweiligen Staaten und Territorien. Für das Finale wurden die Jurymitglieder in 10 regionale Jurys aufgeteilt (Lower South, Mid Atlantic, Midwest, Mountains, New England, Pacific West, Plains, Southwest, Territories, Upper South), diese hatten jeweils ein "klassisches" Punkteset (1–8, 10 und 12 Punkte) zu vergeben. Zusätzlich hatte jeder Bundesstaat bzw. jedes Gebiet ein solches Punkteset für das Onlinevoting zur Verfügung. Diese bedeutete eine Gewichtung der Jury von "nur" 15 Prozent, im Vergleich zu 85 Prozent beim Onlinevoting.

### Regionen
Die 10 regionalen Jurys waren:
| Region       | Bundesstaat/Territorium      |
| ------------ | ---------------------------- |
| Lower South  | Alabama                      |
| Lower South  | Florida                      |
| Lower South  | Georgia                      |
| Lower South  | Louisiana                    |
| Lower South  | Mississippi                  |
| Lower South  | Tennessee                    |
| Mid Atlantic | Delaware                     |
| Mid Atlantic | District of Columbia         |
| Mid Atlantic | Maryland                     |
| Mid Atlantic | New Jersey                   |
| Mid Atlantic | New York                     |
| Mid Atlantic | Pennsylvania                 |
| Midwest      | Illinois                     |
| Midwest      | Indiana                      |
| Midwest      | Michigan                     |
| Midwest      | Minnesota                    |
| Midwest      | Ohio                         |
| Midwest      | Wisconsin                    |
| Mountains    | Colorado                     |
| Mountains    | Idaho                        |
| Mountains    | Montana                      |
| Mountains    | North Dakota                 |
| Mountains    | South Dakota                 |
| Mountains    | Wyoming                      |
| New England  | Connecticut                  |
| New England  | Maine                        |
| New England  | Massachusetts                |
| New England  | New Hampshire                |
| New England  | Rhode Island                 |
| New England  | Vermont                      |
| Pacific West | Alaska                       |
| Pacific West | Hawaii                       |
| Pacific West | Kalifornien                  |
| Pacific West | Oregon                       |
| Pacific West | Washington                   |
| Plains       | Arkansas                     |
| Plains       | Iowa                         |
| Plains       | Kansas                       |
| Plains       | Missouri                     |
| Plains       | Nebraska                     |
| Plains       | Oklahoma                     |
| Southwest    | Arizona                      |
| Southwest    | Texas                        |
| Southwest    | Nevada                       |
| Southwest    | New Mexico                   |
| Southwest    | Utah                         |
| Territories  | Amerikanische Jungferninseln |
| Territories  | Amerikanisch-Samoa           |
| Territories  | Guam                         |
| Territories  | Nördliche Marianen           |
| Territories  | Puerto Rico                  |
| Upper South  | Kentucky                     |
| Upper South  | North Carolina               |
| Upper South  | South Carolina               |
| Upper South  | Virginia                     |
| Upper South  | West Virginia                |

## Übersicht der Veranstaltungen
| Jahr | Ort            | Sieger   | Sieger    | Sieger     |
| Jahr | Ort            | Land     | Interpret | Titel      |
| ---- | -------------- | -------- | --------- | ---------- |
| 2022 | Universal City | Oklahoma | AleXa     | Wonderland |